# Hallaca
Hallaca of (h)ayaca (Spaanse uitspraak: [aˈʎaka], [aˈʝaka]) is een in bananenblad verpakt gerecht uit Venezuela. Het gerecht wordt traditioneel geserveerd tijdens de kerstperiode en heeft verschillende regionale varianten.
Het gerecht geldt als een van de nationale gerechten van Venezuela en is vermoedelijk afkomstig uit het Orinoquia gebied. Door migratie uit Venezuela is het gerecht tevens een traditioneel kerstgerecht op de ABC-eilanden, Canarische Eilanden, Puerto Rico, Oost-Cuba, Costa Rica, Spanje en Ecuador.

## Oorsprong
Hallaca is een Meso-Amerikaanse tamalachtige schotel die met verschillende namen wordt aangeduid en zich in de decennia na de verovering over de Spaanse koninkrijken in Amerika tot in Argentinië verspreidde. Er wordt gezegd dat het door de slaven tijdens de koloniale tijd is uitgevonden. De slaven zouden de maaltijd op kerstavond voor de landeigenaren bereiden en met restjes vlees maakten ze de hallaca-vulling voor hun eigen kerstmaaltijd. Een andere lezing van de oorsprong van het gerecht is dat de dochter van de landeigenaarsfamilie vroeg om de hallacas te mogen proeven. Zij en haar familie vonden het gerecht zo lekker dat ze vroegen om het te maken voor hun diner en sindsdien maakt het deel uit van het traditionele feestmaal voor alle economische klassen.

## Naam
Volgens taalwetenschapper Adolfo Ernst (1832-1899) is het woord hallaca ontstaan uit de inheemse Guarani taal, afkomstig van het werkwoord ayua of ayuar, wat "mengen of mengen" betekent. Van daaruit is de constructie ayuaca (gemengde dingen) overgegaan in ayaca en uiteindelijk in hayaca of hallaca. Een andere versie veronderstelt dat het woord afkomstig is van een inheemse taal uit het West-Venezuela, waarvan de betekenis "verpakking" of "bojote" is. Het vroegste gebruik van het woord in de moderne betekenis dateert uit 1781 in een document van de Italiaanse missionaris-taalkundige Filippo Salvatore Gilii.

## Bereiding
De hallaca heeft drie hoofdbestanddelen: het deeg, de stoofpot en het bananenblad. Kenmerkend is het deegrol gemaakt met maismeel, consommé of bouillon en reuzel gekleurd met anatto. De stoofpot is gemaakt van rund-, varkens- of kippenvlees, waaraan uien, knoflook, paprika, tomaten en andere ingrediënten zijn toegevoegd. Vergeleken met de standaard tamale-vulling heeft de hallaca-vulling meer ingrediënten. Deze ingrediënten kunnen echter van regio tot regio verschillen en zelfs van familie tot familie. De stoofpot wordt gedurende enkele uren langzaam op een laag vuur gestoofd. Het geheel wordt gewikkeld in bananenbladeren, die eerst met reuzel of olie besmeerd zijn, met een touwtje vastgebonden en vervolgens ongeveer 2 uur in water gekookt. De hallaca kan van tevoren worden gemaakt en ingevroren.

## Regionale varianten

### ABC-eilanden
De Antilliaanse hallaca is een variant op het Venezolaanse origineel. Het gerecht wordt op Aruba, Bonaire en Curaçao aangeduid als ayaca of ayaka. Het deeg wordt gemaakt van wit maïsmeel met zout, suiker, anijszaad, geraspte kaas, boter en melk. Het deeg wordt als bodem gevuld met een stoofpot van varkens- of kippenvlees, ham, kappertjes, selderij, peterselie, rozijnen, cashewnoten, paprika's, gepekelde babyuien, augurken, piccalilly, pruimen en olijven en naar smaak pikante peper.

### Puerto Rico
In de Puerto Ricaanse keuken wordt het gerecht hayaca genoemd en was het vroeger een populair onderdeel van de keuken van het eiland. In tegenstelling tot de Venezolaanse variant wordt in Puerto Rico de hallaca niet gemaakt met maïs maar met cassave, melk, anatto en bananenblad, en gebakken in een traditioneel open-houtvuur. Vanwege het lange en uitgebreide proces en de vaardigheden die nodig zijn om de hallaca te bereiden, is het gerecht beperkt beschikbaar, maar kan meestal nog gevonden worden in kust- en familierestaurants en andere kleine etablissementen die bekend staan als "kioscos" en waar er nog steeds sterke banden zijn met het inheemse erfgoed en de klassieke langzame kookkunsten.

## Afbeeldingen

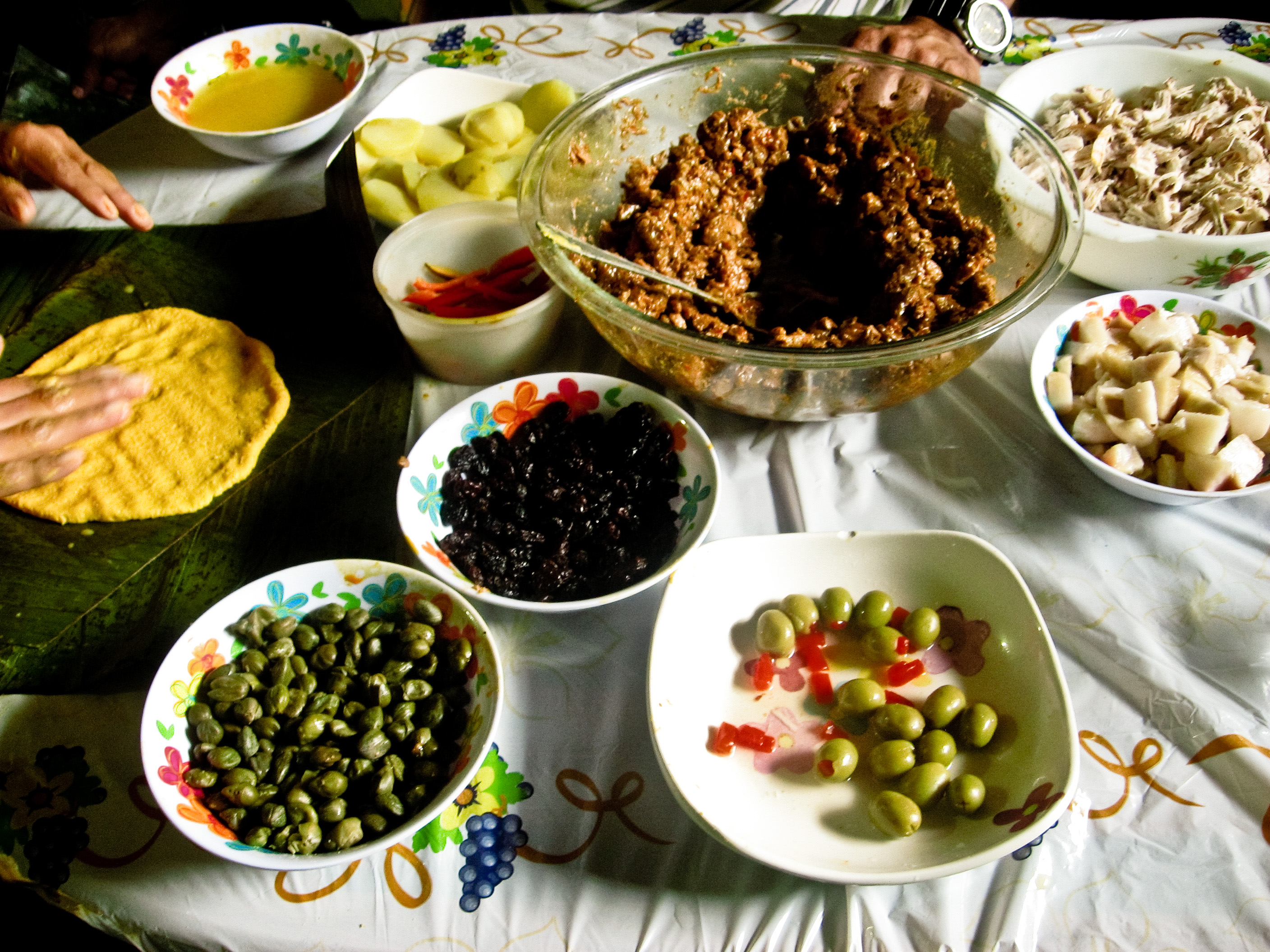
Ingredienten voor de bereiding
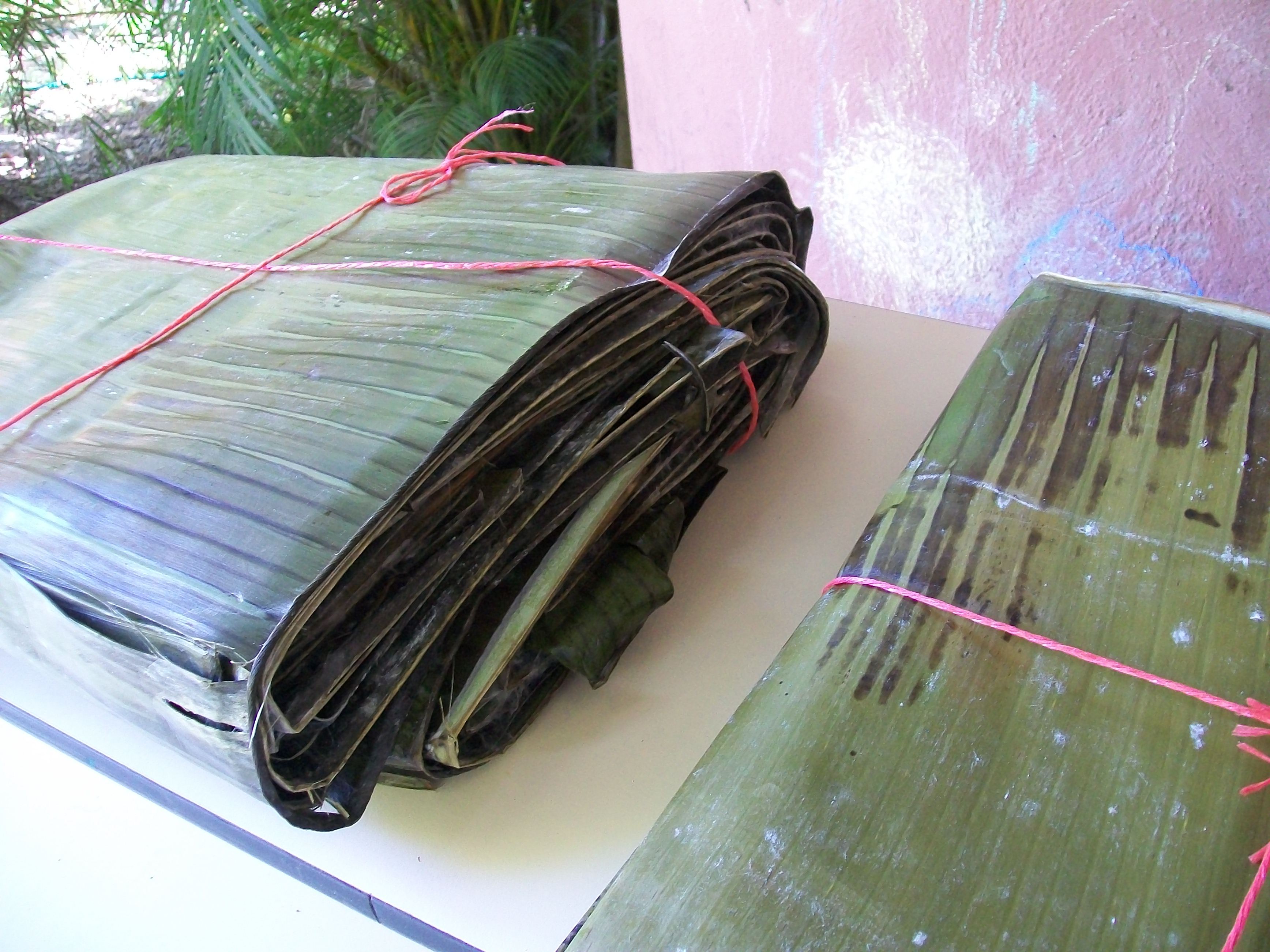
Bananenbladen
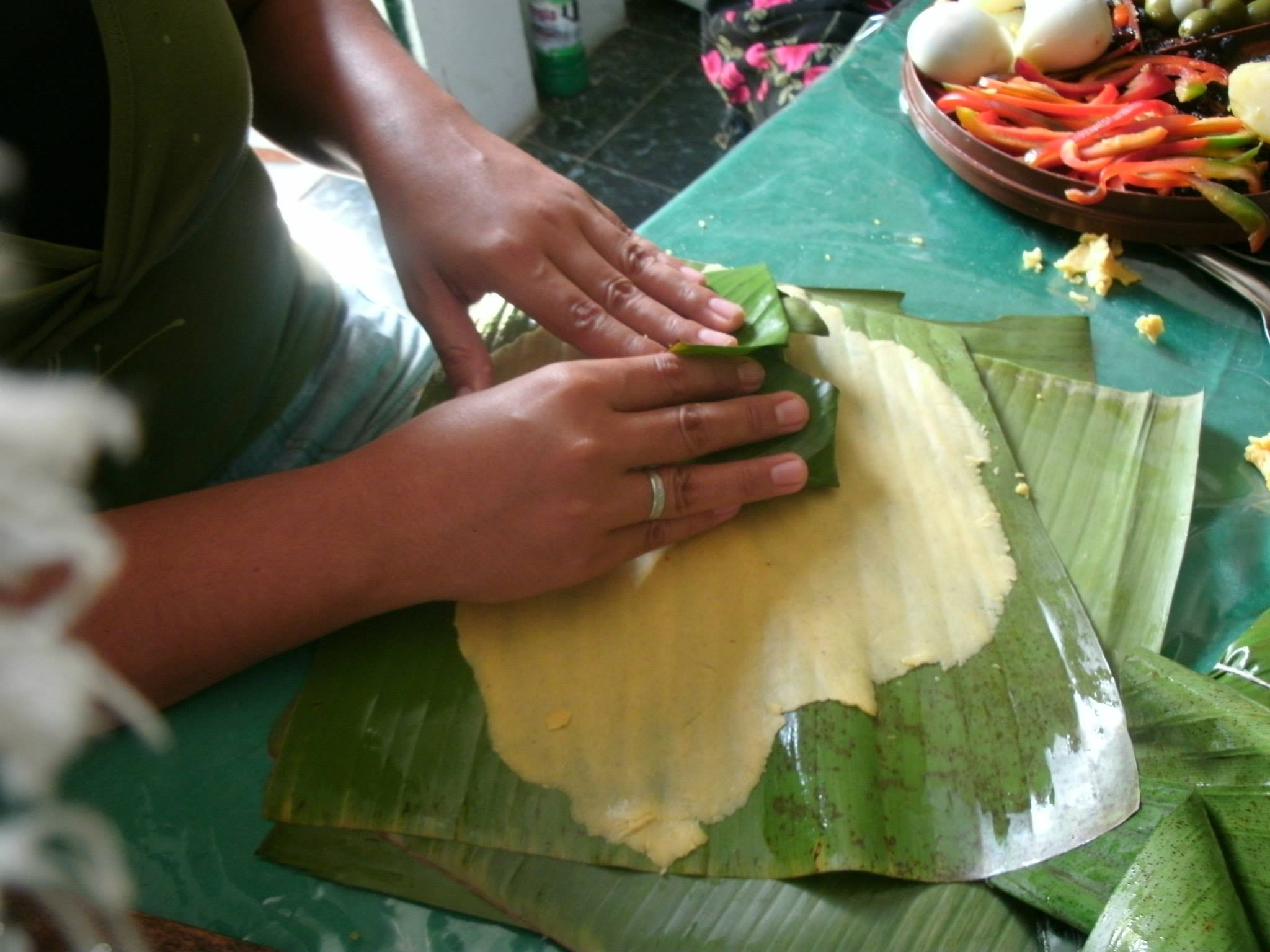
Bereiding van de maisdeeg
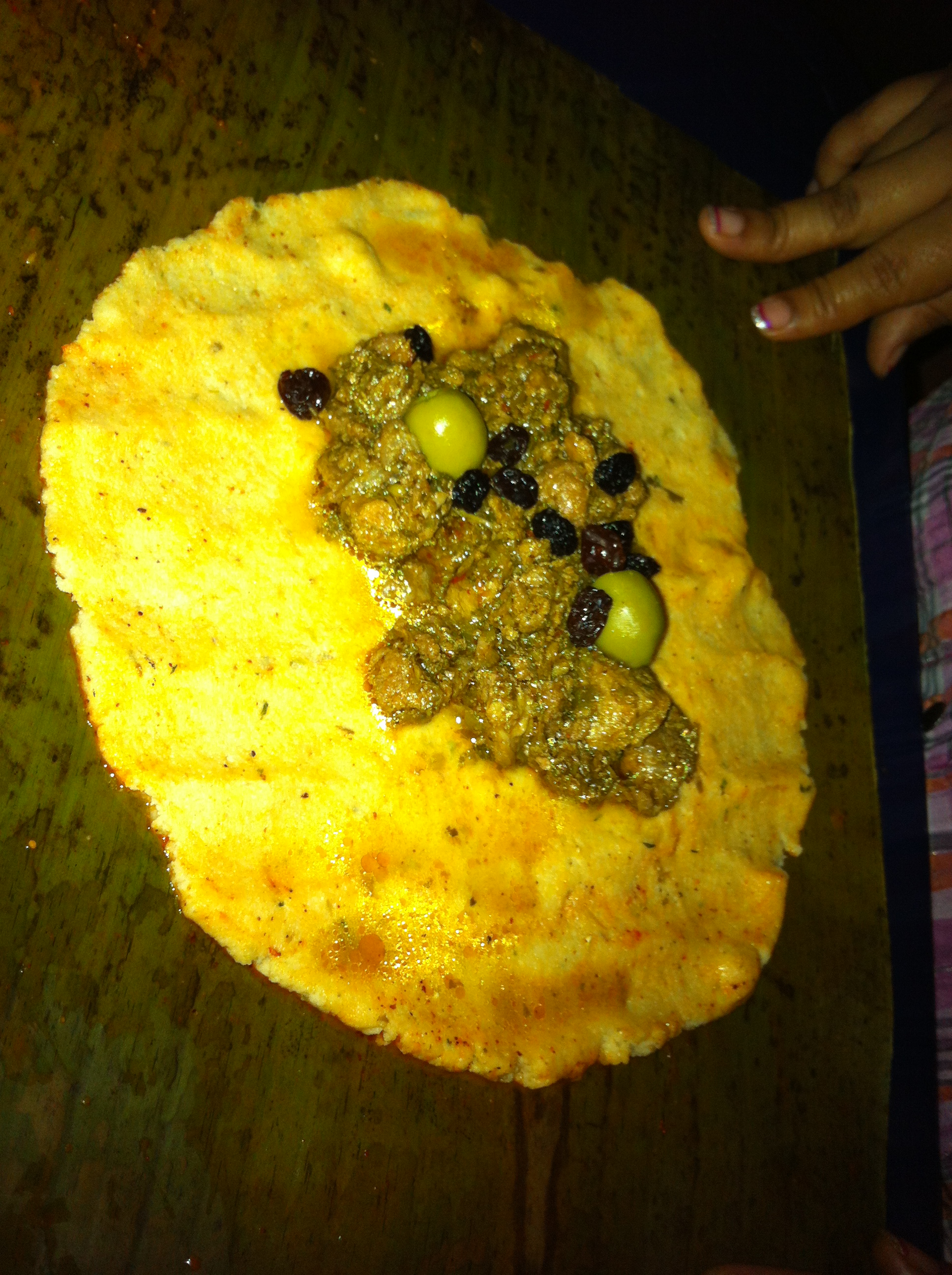
Deeg wordt gevuld met het stoofpotje en vervolgens verpakt
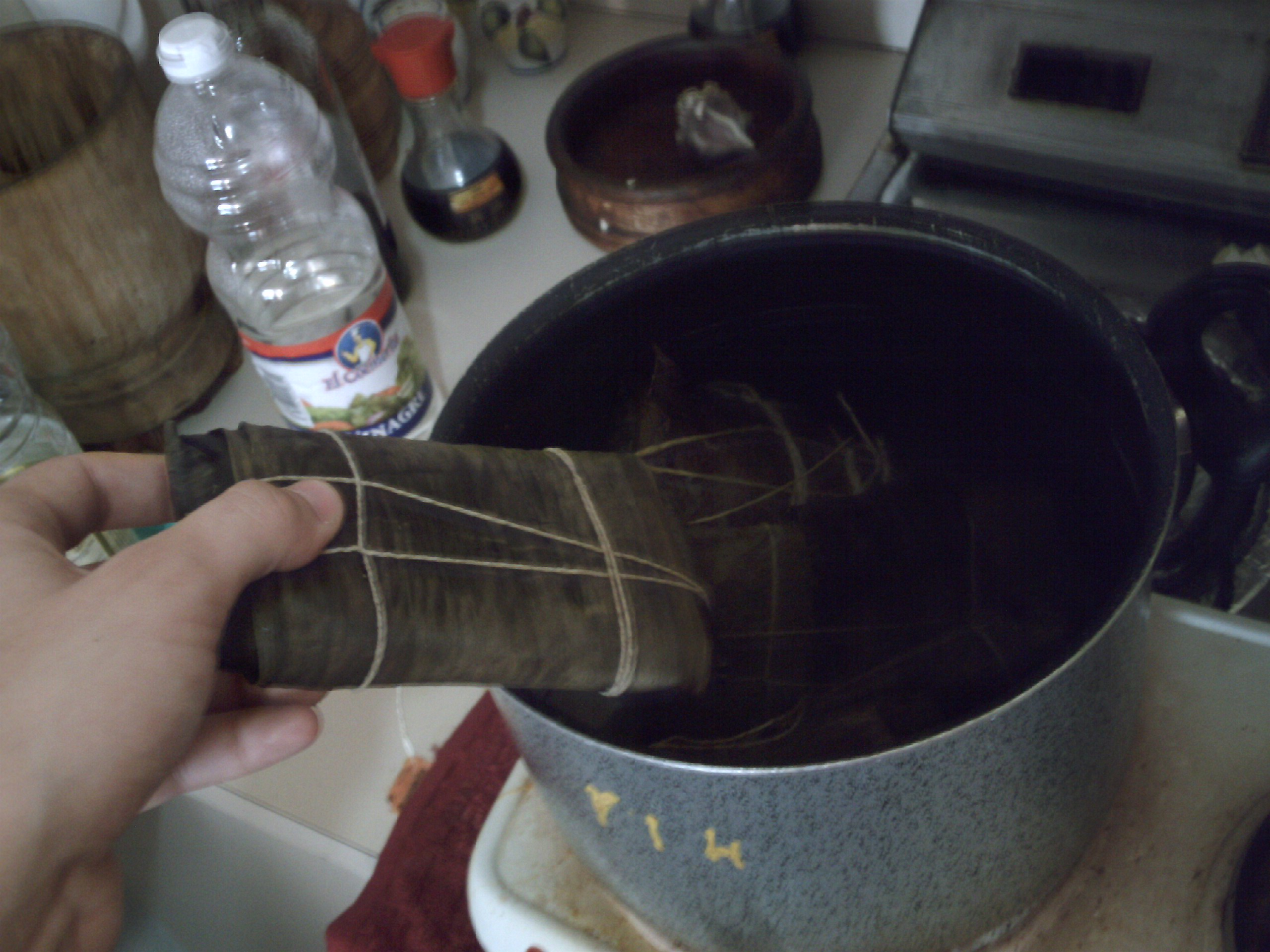
Ayaca wordt gekookt in pan met water
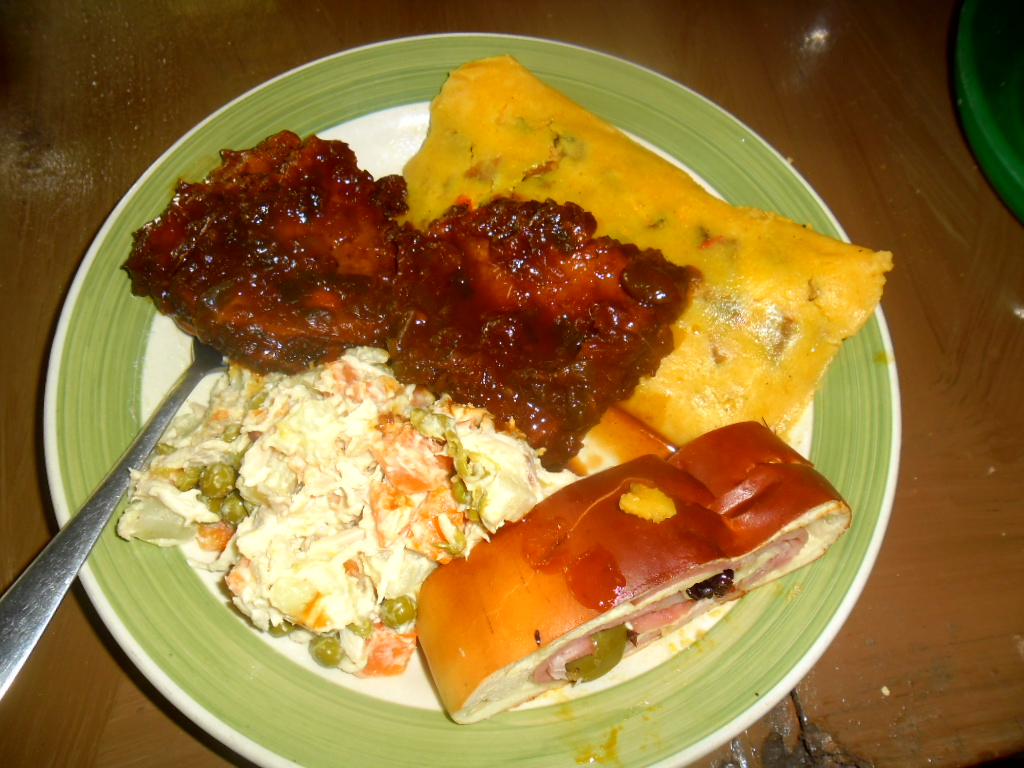
Traditionele kerstmaaltijd in Venezuela met ayaca en "pan de jamon"